# Назаренко Сергій Валентинович
Сергі́й Валенти́нович Наза́ренко — солдат Збройних сил України, учасник російсько-української війни.

## Нагороди
За особисту мужність, сумлінне та бездоганне служіння Українському народові, зразкове виконання військового обов'язку відзначений — нагороджений
- орденом За мужність III ступеня (3.11.2015).